# Dichocrocis latipunctalis
Dichocrocis latipunctalis is een vlinder van de familie van de grasmotten (Crambidae), uit de onderfamilie van de Spilomelinae. De wetenschappelijke naam van deze soort is voor het eerst voorgesteld door Aristide Caradja in een publicatie uit 1925.
De soort komt voor in China (Guangzhou).